# چادلی
latitudeچادلیlongitudeچادلی
چادلی (به انگلیسی: Chudleigh) یک منطقهٔ مسکونی در انگلستان است که در جنوب غربی انگلستان واقع شده‌است.

## خصوصیات
چادلی ۴٬۰۱۱ نفر جمعیت دارد.